# Duinen Schiermonnikoog
Das EU-Vogelschutzgebiet und Fauna-Flora-Habitat-Gebiet Duinen Schiermonnikoog liegt auf der westfriesischen Insel Schiermonnikoog in der niederländischen Provinz Friesland. Das 8,3 km² große Schutzgebiet gehört zum europäischen Schutzgebietsnetz Natura 2000. Es umfasst die Dünenlandschaft im Westen der Insel.
Das Gebiet grenzt im Norden an das Natura-2000-Gebiet Noordzeekustzone und im Süden an das Natura-2000-Gebiet Waddenzee. Es wurde im Jahr 2000 als Vogelschutzgebiet ausgewiesen und im Jahr 2002 als FFH-Gebiet vorgeschlagen. 2004 erfolgte die Bestätigung als Gebiet gemeinschaftlicher Bedeutung (SCI) und 2009 die Ausweisung als Besonderes Erhaltungsgebiet (SAC).

## Schutzzweck

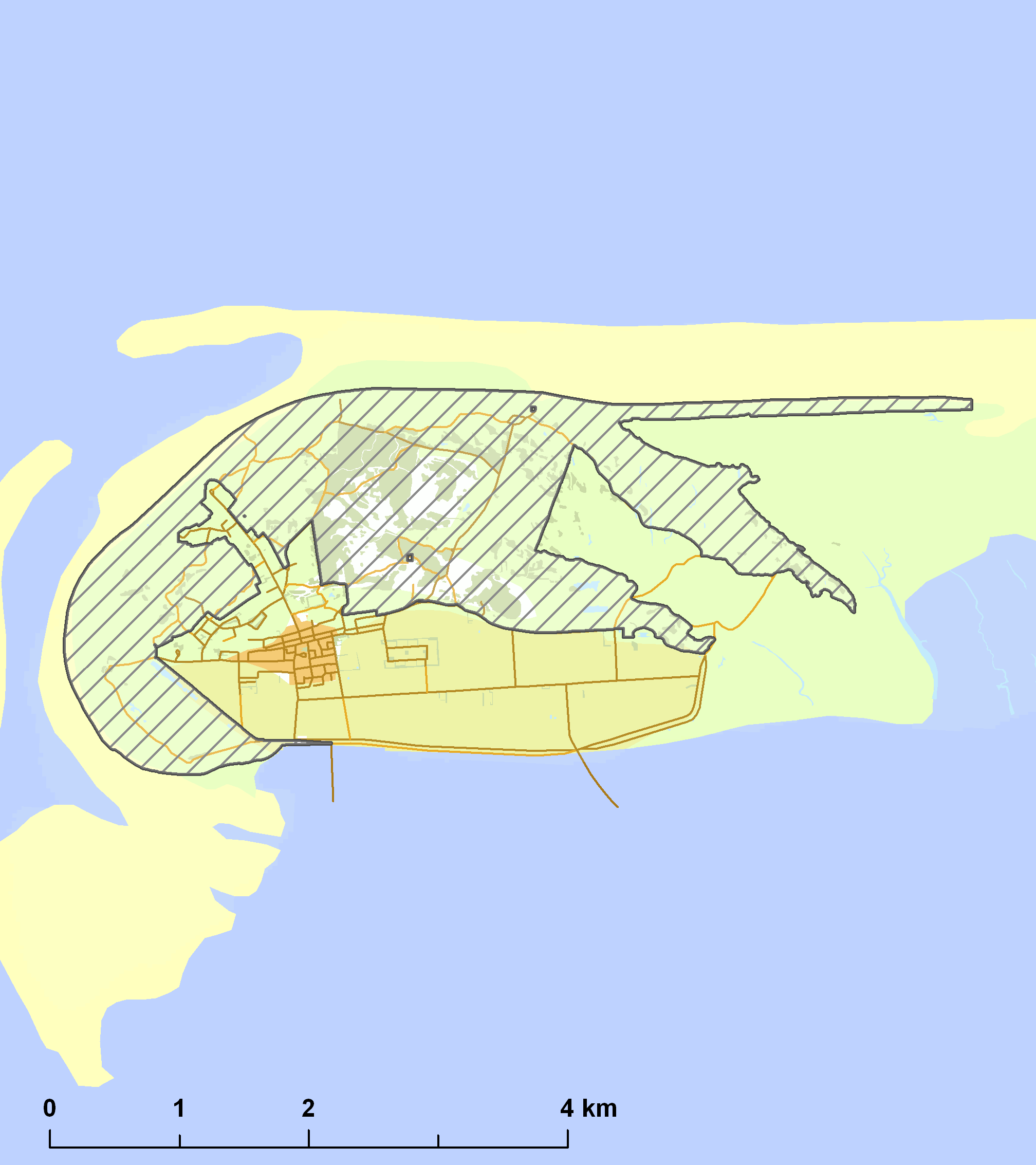
Karte des Schutzgebiets (schraffiert)

### Lebensraumtypen
Folgende Lebensraumtypen nach Anhang I der FFH-Richtlinie kommen im Gebiet vor; prioritäre Lebensraumtypen sind mit * gekennzeichnet:
| EU Code | * | Lebensraumtyp (offizielle Bezeichnung)                                                             | Fläche (ha) |
| ------- | - | -------------------------------------------------------------------------------------------------- | ----------- |
| 1310    |   | Pioniervegetation mit Salicornia und anderen einjährigen Arten auf Schlamm und Sand (Quellerwatt)  | 5,4         |
| 1330    |   | Atlantische Salzwiesen (Glauco-Puccinellietalia maritimae)                                         | 35          |
| 2120    |   | Weißdünen mit Strandhafer Ammophila arenaria                                                       | 12          |
| 2130    | * | Festliegende Küstendünen mit krautiger Vegetation (Graudünen)                                      | 117         |
| 2160    |   | Dünen mit Hippophaë rhamnoides                                                                     | 80          |
| 2170    |   | Dünen mit Salix repens ssp. argentea (Salicion arenariae)                                          | 67          |
| 2180    |   | Bewaldete Dünen der atlantischen, kontinentalen und borealen Region                                | 95          |
| 2190    |   | Feuchte Dünentäler                                                                                 | 168         |
| 6410    |   | Pfeifengraswiesen auf kalkreichem Boden, torfigen und tonig-schluffigen Böden (Molinion caeruleae) | 5           |

### Arteninventar
Folgende Arten von gemeinschaftlichem Interesse sind für das Gebiet gemeldet:
| Bild             | EU Code | * | Art              | wissenschaftlicher Name | Artengruppe |
| ---------------- | ------- | - | ---------------- | ----------------------- | ----------- |
| Sumpf-Glanzkraut | 1903    |   | Sumpf-Glanzkraut | Liparis loeselii        | Pflanzen    |

Folgende Vogelarten sind für das Gebiet gemeldet; Arten, die im Anhang I der Vogelschutzrichtlinie geführt sind, sind mit * gekennzeichnet:
| Bild             | Anhang I | EU Code | Art            | wissenschaftlicher Name |
| ---------------- | -------- | ------- | -------------- | ----------------------- |
| Schilfrohrsänger | *        | A222    | Sumpfohreule   | Asio flammeus           |
| Rohrdommel       | *        | A021    | Rohrdommel     | Botaurus stellaris      |
| Rohrweihe        | *        | A081    | Rohrweihe      | Circus aeruginosus      |
| Kornweihe        | *        | A082    | Kornweihe      | Circus cyaneus          |
| Steinschmätzer   |          | A277    | Steinschmätzer | Oenanthe oenanthe       |
| Braunkehlchen    |          | A275    | Braunkehlchen  | Saxicola rubetra        |
| Eiderente        |          | A063    | Eiderente      | Somateria mollissima    |